# Astana Arena
L'Astana Arena (in kazako Астана Арена?) è uno stadio situato ad Astana, capitale del Kazakistan. È il secondo impianto sportivo più grande della nazione, dopo quello della città di Şımkent.
La struttura è principalmente utilizzata per le partite interne dell'FC Astana. Ha inoltre ospitato la cerimonia di apertura dei VII Giochi asiatici invernali, ed è stata in lizza per ospitare alcune partite degli Europei 2020 di calcio.

## Storia
La costruzione dell'Astana Arena è iniziata nel 2006. Il design dello stadio è stato progettato dallo studio di architettura Populous con la collaborazione dello studio Tabanlıoğlu.
L'impianto, costato 185 milioni di dollari, è stato inaugurato il 3 luglio 2009 in occasione di un incontro amichevole tra la Lokomotıv Astana (poi diventata FC Astana) e la Nazionale kazaka Under-21. La partita è stata arbitrata da Pierluigi Collina, e il simbolico calcio d'inizio fu dato dal Presidente Nursultan Äbişulı Nazarbaev. Ciascuna delle due squadre schierava due guest star invitate per l'occasione: la Nazionale giovanile poteva contare su Andrij Ševčenko e Kakhaber Kaladze, mentre il club annoverava tra le proprie file i turchi Hakan Şükür e Hasan Şaş.

## Struttura
L'Astana Arena può contenere 30 000 spettatori, tutti a sedere. È essenzialmente una struttura di forma ellittica a due livelli: quello inferiore circonda il campo e ha una capienza di circa 16 000 posti, mentre l'anello superiore sulle tribune laterali est e ovest è formato da circa 14 000 posti. Dispone di un tetto retrattile e di un terreno di gioco in erba sintetica.